# Le Jeune Mendiant
Le Jeune Mendiant (en espagnol : El Joven Mendigo) est un tableau de scène de genre peint par Bartolomé Esteban Murillo entre 1645 et 1650. Il se trouve actuellement au musée du Louvre, à Paris.

## Contexte
Le peintre sévillan est connu avant tout pour ses peintures religieuses. Mais, à l'instar d'autres peintres baroques espagnols tels que José de Ribera et Diego Velázquez, il a également réalisé des œuvres réalistes. Parmi elles ressortent ses scènes infantiles de mendicité et de galopins.
Cette œuvre a probablement été une commande de marchands étrangers à Séville, du fait du goût des Flamands pour les scènes de genre qui reflètent la vie quotidienne. Il est par ailleurs probable que cette œuvre ait été peinte sous l'influence des franciscains, pour qui travaillait régulièrement Murillo

## Analyse
La première de ces représentations de galopins urbains est ce Jeune Mendiant qui s'enlève les poux. Il peut s'agir d'un mendiant ou d'un petit futé comme le Lazarillo de Tormes ou certains personnages des Nouvelles exemplaires de Cervantes.
Pour tout accompagnement, Murillo ajoute une cruche de terre cuite et un panier avec des pommes. Au sol, des restes de crevettes et autres crustacés. En soi, il s'agit d'une nature morte, et grâce à ces détails, Murillo démontre sa grande habileté à peindre de façon variée les matériaux et les textures.
La scène est illuminée par un fort clair-obscur, propre de l'époque baroque, d'influence caravagesque. La lumière provient de la fenêtre située à gauche et influe pleinement sur le corps assis du garçon, laissant le reste de la pièce obscure.
La composition, typiquement baroque, est dominée par des axes diagonaux.
Dans la gamme chromatique, prévalent les couleurs jaunâtres et marron, des plus clairs au plus obscurs, presque noirs.